# 渡辺信吉
渡辺 信吉（わたなべ のぶよし、1897年（明治30年）1月12日 - 1965年（昭和40年）4月27日）は、大日本帝国陸軍軍人。最終階級は陸軍少将。功三級

## 経歴
1897年（明治30年）に佐賀県で生まれた。陸軍士官学校第29期、陸軍大学校第39期卒業。1939年（昭和14年）3月9日、陸軍歩兵大佐進級と同時に台湾歩兵第2連隊長（第21軍・台湾混成旅団）に着任し、日中戦争に出動。1940年（昭和15年）3月9日に第1船舶輸送参謀長に転じ、9月14日に陸軍運輸部部員となった。1942年（昭和17年）7月19日に第1船舶輸送地区隊長（船舶兵団）に就任し、アンボンに出征。11月24日に第3船舶団長に転じ、1943年（昭和18年）3月に陸軍少将に進級した。
1944年（昭和19年）4月17日に第5船舶輸送司令官兼第3船舶団長となり、ダバオに移る。8月15日に免兼職となり、1945年（昭和20年）1月15日に兼小樽陸軍輸送統制部長となった。2月1日に陸軍船舶練習部長に就任し、5月7日に新潟陸軍輸送統制部長兼第1船舶輸送司令部北陸支部長に転じた。
1947年（昭和22年）11月28日、公職追放仮指定を受けた。